# 澄华街道
澄华街道是中国广东省汕头市澄海区下辖的一个街道。面积13.05平方公里，户籍人口5.3万人，下辖8个居委会。

## 行政区划
- 城西居委会、西门居委会、岭亭居委会、上埭居委会、美埭居委会、上窖居委会、下窖居委会、冠山居委会

## 交通
- G324 324国道
- S336 澄南公路

## 名人
- 郑秀文